# Hodke Shiroor, Honavar
Hodke Shiroor là một làng thuộc tehsil Honavar, huyện Uttar Kannad, bang Karnataka, Ấn Độ.